# Football Club Istres Ouest Provence
El Football Club Istres Ouest Provence és un equip de futbol francès, de la ciutat d'Istres a Provença – Alps – Costa Blava. Va ser fundat l'any 1920 i juga a la Championnat de France de football National.
Va ser fundat l'any 1920 amb el nom de Section Sportive Istréenne per Édouard Guizonnier. L'any 1969 l'equip es va canviar el nom pel d'Istres Sports, i l'any 1990 es rebatejà amb el nom actual. L'any 2004 l'equip debutà en la Ligue 1. La temporada 2006/07 l'equip va descendir al Championnat National. Juga a l'Stade Parsemain, amb capacitat per 17.170 persones.

## Uniforme
- Uniforme titular: Samarreta, pantaló i mitges liles.
- Uniforme suplent: Samarreta i pantaló blanc, i mitges liles.

## Dades del club
- Temporades a la Ligue 1: 1
- Temporades a la Ligue 2: -
- Millor lloc a la lliga:
- Pitjor lloc a la lliga: 20è (Ligue 1 temporada 04-05)

## Jugadors destacats
- Olivier Giroud